# 2008 au Brésil
Chronologie du Brésil
- 2004
- 2005
- 2006
- 2007
- 2008
- 2009
- 2010
- 2011
- 2012

Cet article présente les faits marquants de l'année 2008 au Brésil.

## Évènements
- Dimanche 13 avril 2008 : Depuis le début de l'année, une épidémie de dengue, véhiculée par le moustique Aedes aegypti, a contaminé 75 000 personnes dans la région de Rio de Janeiro est a causé la mort d'au moins 80 personnes. Les enfants sont les premières victimes de cette épidémie. Cette épidémie particulièrement présente à Rio de Janeiro (36 % des cas déclarés dans le pays et 73 % des morts) serait aggravée par le grand nombre de favelas dont le nombre dépasse les sept cents et où vivent 40 % de la population. Ces dernières ne disposent ni de collecte des déchets, ni de tout-à-l'égout et les maisons sont alimentées en eau par des citernes à ciel ouvert. Pour d'autres, l'aggravation de l'épidémie serait due à l'inefficacité générale du système de santé et de prévention, des hôpitaux et des 145 centres de santé, alors que Rio de Janeiro dispose du plus important contingent de médecins du pays.

- Mardi 13 mai 2008 :
  - Démission de la ministre de l'Environnement, Marina Silva, figure du mouvement écologique et amie de longue date du Président Lula da Silva, en raison de profonds désaccords sur la politique de développement du gouvernement et la trop grande ouverture, selon elle, aux « intérêts économiques prédateurs ». Elle s'estime impuissante à protéger l'Amazonie de la déforestation face aux lobbies qui privilégient les exportations agricoles, l'élevage et les biocarburants.
  - Elle est remplacée par Carlos Minc, écologiste, fondateur du parti vert et ministre de l'Environnement de l'État de Rio, qui estime la mission très délicate. Entre août et décembre 2007, plus de 3 200 km² de forêts équatoriales ont été rasés. Il a obtenu la liberté de former son ministère et que l'Environnement soit réellement partie prenante des arbitrages sur la politique industrielle et que les licences environnementales ne soient plus attribuées pour des raisons politiques. À court terme, il veut transposer au niveau national les nombreuses initiatives menées à Rio pour enrayer la destruction de la plus grande forêt tropicale du monde.

- Vendredi 6 juin 2008 : Le groupe New Energy Options (NEO) commande à la société danoise Vesta Wind Systems 92 turbines éoliennes de 1,65 MW. Le champ d'éoliennes devrait produire annuellement 492 GWh d'électricité en évitant le rejet de 115 000 tonnes de CO2 dans l'atmosphère.

- Samedi 14 juin 2008 : Des policiers de Rio de Janeiro, après avoir arrêté trois jeunes du gang de la Providencia les ont vendus au gang de narcotrafiquants de la Mineira. Les jeunes ont été retrouvés quelques heures plus tard avec chacun plus de vingt balles dans la tête.

- Lundi 24 novembre 2008 :
  - De fortes pluies incessantes depuis deux mois causent une situation catastrophique avec inondations et glissement de terrains gorgés d'eau dans l'État de Santa Carina (sud du Brésil). Plus de 160 000 personnes n'ont plus d'électricité et l'approvisionnement en eau a dû être coupé dans certaines villes, 43 000 autres personnes ont dû être évacués de leur logement et durant le week-end 59 personnes sont mortes noyés ou emportées.
  - Visite du président russe Dmitri Medvedev jusqu'au 25.

- Vendredi 28 novembre 2008 : Les autorités brésiliennes ont refusé d'accorder au l'ex-militant d'extrême-gauche condamné pour meurtre en Italie, Cesare Battisti le statut de réfugié politique ce qui ouvre la voie à sa prochaine extradition vers l'Italie où il est condamné à la prison à perpétuité par contumace dans son pays pour l'assassinat de quatre personnes entre 1977 et 1979. Il avait quitté clandestinement la France où il s'était réfugié pendant de nombreuses années, peu avant que la justice française ne donne le feu vert à son extradition vers l'Italie en octobre 2004[1].

- Mardi 2 décembre 2008 : Le constructeur aéronautique Embraer annonce la vente de six appareils E-195 destinés à la compagnie espagnole Air Europa, filiale du groupe Globalia, pour 237 millions de dollars. Embraer avait réduit en novembre ses prévisions de vente 2009 de 20 %, soit de 320 à 270 appareils commerciaux, d'affaires et militaires.

- Mercredi 3 décembre 2008 : Le géant minier brésilien Vale, premier producteur mondial de minerai de fer, annonce avoir licencié depuis novembre 1 300 salariés au Brésil et à l'étranger, en raison de la crise financière mondiale, sur les 60 000 salariés du groupe, et 6 700 autres sont mis en vacances collectives ou en formation.

- Mardi 9 décembre 2008 : Un tueur en série est soupçonné par la police de Sao Paulo d'avoir assassiné treize homosexuels en cinq mois et va rouvrir l'enquête sur ces crimes initialement qualifiés « d'homicides simples ».

- Lundi 22 décembre 2008 :
  - Le président français Nicolas Sarkozy et son épouse sont au Brésil pour une visite officielle de deux jours suivie d'un séjour privé dans le cadre des fêtes de Noël dans la famille de son épouse[2].
  - Le groupe français Alsthom Hydro annonce un contrat de plus de 300 millions d'euros pour l'équipement de la centrale hydroélectrique de Jirau dont « les générateurs et les turbines de type bulbe ».
  - Les présidents Lula da Silva et Nicolas Sarkozy affirment la volonté de l'Europe et du Brésil de « travailler ensemble » pour sortir de la crise et appellent à conclure les négociations commerciales du cycle de Doha en 2009.

- Mardi 23 décembre 2008 : Le Brésil achète à Eurocopter, pour 1,9 milliard d'euros, 50 hélicoptères de transport EC-725 qui seront assemblés au Brésil à Itajuba (État du Minas Gerais) par la société Helibras, filiale d'EADS. Il achète aussi 4 sous-marins d'attaque Scorpène et construira un cinquième sous-marin à propulsion nucléaire avec la coopération française.